# C/1664 W1
C/1664 W1 ist ein Komet, der in den Jahren 1664 und 1665 mit dem bloßen Auge gesehen werden konnte. Er wird aufgrund seiner außerordentlichen Helligkeit zu den „Großen Kometen“ gezählt.
Dieser erste Große Komet des Zeitalters der Aufklärung wurde von allen namhaften Wissenschaftlern und Denkern der westlichen Welt beobachtet, darunter Isaac Newton, Edmond Halley, Robert Hooke, Samuel Pepys, König Karl II., Johannes Hevelius, Giovanni Domenico Cassini und viele andere.

## Entdeckung und Beobachtung
Er soll am Morgen des 17. November 1664 zuerst in Spanien gesehen worden sein. Zum ersten Mal erfolgten überhaupt ausführliche Beobachtungen eines Kometen in Spanien: Ein anonymes Manuskript (möglicherweise verfasst vom Jesuiten Joseph Zaragoza in Valencia) enthält die Daten mehrerer Beobachter aus Spanien, Frankreich und Italien (u. a. Gilles-François de Gottignies vom Collegio Romano in Rom) über einen Zeitraum vom 14. Dezember 1664 bis zum 20. März 1665.
Chinesische Astronomen sahen den Kometen erstmals am Morgen des 18. November (Ortszeit). In Japan beschrieb der 12 Jahre alte Junge Matasaburō in Tosa (heute Kōchi) seine ungewöhnlich detailreichen Beobachtungen ab 16. Dezember bis Anfang Februar in einem mit Zeichnungen illustrierten Tagebuch. Es wurde erst in den 1980er Jahren wiederentdeckt und veröffentlicht.
Christiaan Huygens beobachtete den Kometen ab dem 2. Dezember in Leiden, seine Beobachtungen wurden von Pierre Petit in einer Dissertation festgehalten. Hevelius beobachtete und beschrieb ihn ab Mitte des Monats in Danzig, Cassini und Geminiano Montanari in Italien, Hooke in London und Stanislaus Lubienietzki in Hamburg.
Samuel Danforth aus Neuengland entdeckte ihn erstmals am Morgen des 15. Dezember. Er berichtete von einem bis zu 38° langen Schweif. In der zweiten Dezemberhälfte trat der Komet immer deutlicher hervor und war auch am Abendhimmel zu sehen. Der Reisende Peter Mundy schrieb später über seine Beobachtungen ab dem 18. Dezember in England, der Naturforscher John Ray sah den Kometen in Rom am 20. Dezember, zwei Tage später skizzierte er einen Schweif von 22° Länge.
Gegen Ende Dezember kam der Komet der Erde am nächsten und bot ein außergewöhnliches Schauspiel. Adrien Auzout und Jacques Buot sahen ihn am 25. Dezember in Frankreich, Pepys am 26. Dezember zusammen mit König und Königin in England. Die größte Länge seines Schweifes bildete der Komet gegen Ende Dezember aus. Die Chinesen berichteten von bis zu 30° Länge, Newton, damals Student in Cambridge, berichtet von einer Schweiflänge von 34 oder 35° am 27. Dezember. Durch seine Beobachtungen des Kometen wurde er veranlasst, ein Studium der Astronomie zu beginnen.
Auch zahlreiche Berichte aus fernen Orten und Ländern, wie Kapstadt, New York, Ceylon, Korea, berichteten über den Kometen. Der französische Jesuit François-Joseph Le Mercier sah den Kometen erstmals am Morgen des 29. November in Québec. Er führte Positionsbestimmungen durch, beobachtete am 27. Dezember eine Schweiflänge von 27° und konnte den Kometen bis zum 15. Januar beobachten.
Im Laufe des Januars 1665 entfernte sich der Komet wieder von Sonne und Erde und wurde daher schwächer. Bis Mitte Januar war der Schweif auf 14° geschrumpft. In China erfolgte die letzte Sichtung am 20. Januar mit einem 2° langen Schweif. Newton sah den Kometen zuletzt am 2. Februar, Hevelius konnte ihn zum letzten Mal am 13. Februar sehen. Er bildete sich aber ein, ihn auch am 18. Februar noch einmal gesehen zu haben, diese angebliche Sichtung führte im Anschluss zu einem heftigen Streit unter den Astronomen. Danforth beobachtete ihn zum letzten Mal am 14. Februar, Cassini konnte ihn bis zum 21. Februar sehen. Die letzte Sichtung überhaupt war die in dem spanischen Manuskript erwähnte vom 20. März mit einem Teleskop, vermutlich von J. Zaragoza.
Der Komet erreichte am 29. Dezember eine Helligkeit von −1 mag.

## Aberglaube

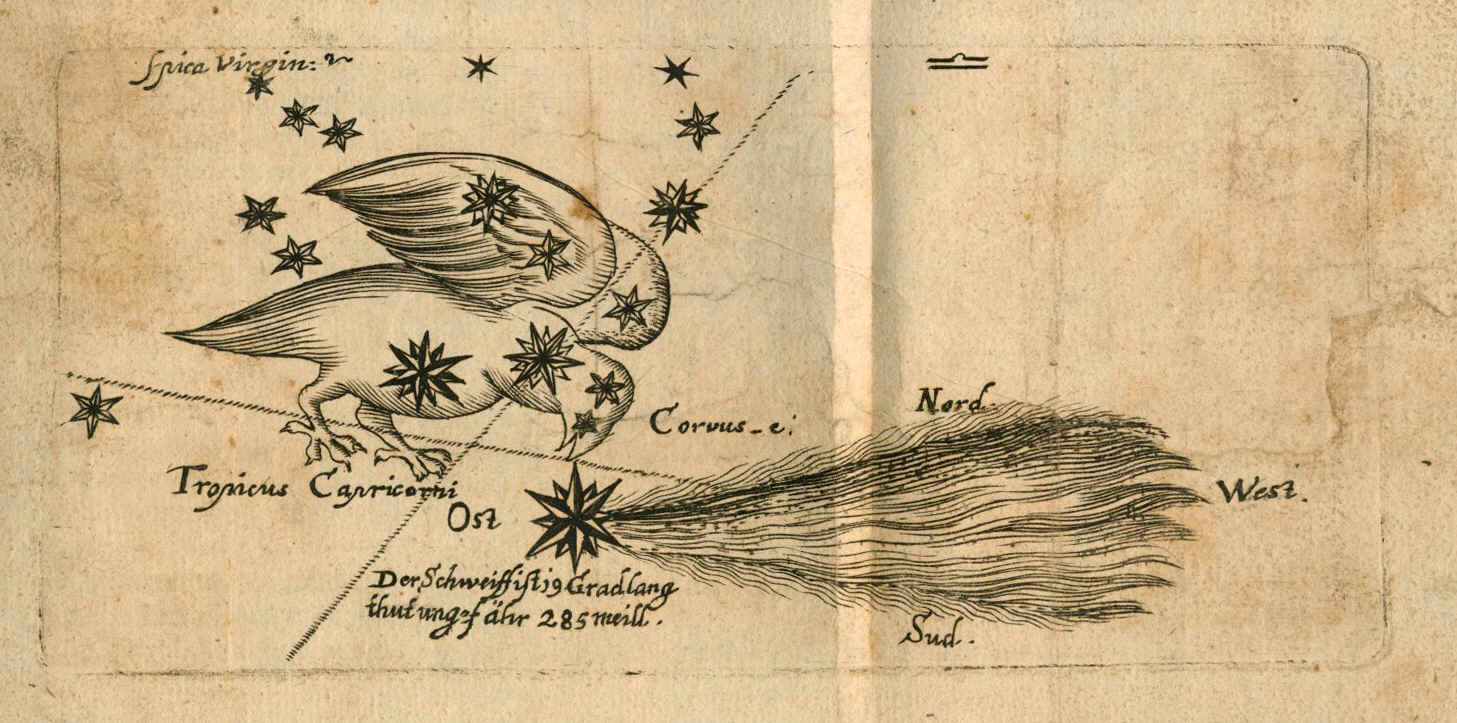
Der Komet von 1664 im Sternbild Rabe

Die Erscheinung des Kometen wurde in ganz Europa von vielen Menschen beobachtet. Wie zur damaligen Zeit üblich, löste er die wildesten Phantasien unter den einfachen Menschen aus, und er wurde in einer Flut von Schriften als unheilvoller Vorbote vielfältiger Unglücke und als von Gott gesandtes Mahnzeichen angesehen. Erstaunlicherweise findet man in diesen Schriften sowohl astronomisch präzise Darstellungen der Kometenbahn als auch abergläubische Voraussagen direkt nebeneinander.
Im Nachhinein wurde dieser Komet unter anderem für die im Jahr 1665 ausbrechende Große Pest von London und den Großen Brand im Jahr darauf verantwortlich gemacht. In Tirol wurde er als Vorzeichen für den Tod von Erzherzog Sigismund Franz von Habsburg am 25. Juni 1665 in Innsbruck gesehen.

## Wissenschaftliche Auswertung
Die Gelehrten und Wissenschaftler nahmen das Erscheinen des Kometen zum Anlass, ihre Forschungen und philosophischen Diskussionen über die Natur der Kometen zu verstärken. In England beobachteten Christopher Wren und John Wallis den Kometen von 1664 und erarbeiteten Theorien über die Kometenbewegung, für die sie Geradlinigkeit und gleichmäßige Geschwindigkeit annahmen. Lubienietzki verfasste sein Werk Theatrum Cometicum, in dem die Beobachtungen des Kometen durch große europäische Gelehrte, darunter Henry Oldenburg, Hevelius und Athanasius Kircher, auf kunstvollen Kupferstichen festgehalten sind.
Danforth verfasste 1665 eines der ersten Werke über Astronomie, das in Amerika veröffentlicht wurde. Er erklärte die verschiedenen Phänomene mit einer profunden Kenntnis des zeitgenössischen Wissens über Kometen: Der Komet sei ein Himmelskörper jenseits des Mondes; er bestehe nicht aus Feuer, sondern sein Schweif entstehe durch Reflexion des Sonnenlichts an den Ausdünstungen seines Kopfes; der Schweif zeige immer von der Sonne weg; er bewege sich mit einer gleichförmigen Bewegung. Er schlug sogar bereits vor, dass er sich auf einer elliptischen Bahn bewegt, obwohl gerade die Beobachtung dieses Kometen Giovanni Alfonso Borelli zu dem Schluss brachte, dass die Bahn nichtperiodischer Kometen parabolisch sei.
Die Beobachtung, die Hevelius am 18. Februar von dem Kometen gemacht haben will, war fehlerhaft, der Komet konnte mit dem bloßen Auge bereits nicht mehr aufgefunden werden, aber Hevelius glaubte ihn an einer Stelle gesehen zu haben, die in Bezug auf seine Bewegung am Himmel sowohl vor als auch nach diesem Datum gar nicht möglich gewesen sein konnte. Er veröffentlichte seine Beobachtungsergebnisse noch im selben Jahr in seinem Prodromus cometicus, worauf Auzout glaubte, seine eigenen Beobachtungsergebnisse verteidigen zu müssen (die in Übereinstimmung mit denen von Cassini, Gottignies und anderen standen), was er in einem Brief an Petit tat, der wiederum an Hevelius schrieb. Hevelius gab aber nicht nach, sondern beharrte auf seiner vermeintlichen Sichtung. Er unternahm alles in seiner Macht Stehende, um die Vorwürfe gegen ihn zu entkräften, indem er die Beobachtungsergebnisse der anderen Astronomen in Widerspruch zueinander setzte und schließlich behauptete, Cassini, Auzout und die anderen hätten vom 13. Februar bis zum 19. März einen anderen Kometen beobachtet als den, der vom Dezember bis zum 18. Februar erschienen sei.
Hevelius’ Beobachtung konnte durch die zahlreichen anderen Beobachtungen in Italien, Spanien, Frankreich, England usw. als fehlerhaft erkannt werden, aber wenn dies nicht möglich gewesen wäre, hätten seine fehlerhaften Daten das Verständnis der Kometenbewegung für lange Zeit behindern können.
Halley konnte dann 1705 als erster Bahnelemente für den Kometen berechnen, zu fast gleichen Ergebnissen kam Lorenz Lindelöf im Jahr 1854.

## Umlaufbahn
Für den Kometen konnte aus 30 Beobachtungen über 61 Tage durch Lindelöf eine unsichere parabolische Umlaufbahn bestimmt werden, die um rund 159° gegen die Ekliptik geneigt ist. Seine Bahn steht damit leicht schräg gestellt zu den Bahnebenen der Planeten, er durchläuft seine Bahn gegenläufig (retrograd) zu ihnen. Im sonnennächsten Punkt der Bahn (Perihel), den der Komet am 4. Dezember 1664 durchlaufen hat, befand er sich mit etwa 153 Mio. km Sonnenabstand im Bereich der Umlaufbahn der Erde.
Wenn die Bahn eines Kometen nur eine geringe Neigung zur Ekliptik besitzt, wie bei diesem, sind mehrere nahe Begegnungen mit den Planeten zu erwarten, die die Bahn des Kometen beeinflussen können. Der Komet näherte sich nicht nur einigen der kleinen Planeten bis auf geringe Abstände, sondern es erfolgten auch mehrere Annäherungen an die großen Planeten, einige davon sogar außergewöhnlich nahe:
| Datum             | Planet  | Min. Abstand (in AE) |
| ----------------- | ------- | -------------------- |
| August 1657       | Uranus  | 3,3                  |
| März 1663         | Saturn  | 3,7                  |
| Oktober 1663      | Jupiter | 0,20                 |
| 14. August 1664   | Mars    | 0,68                 |
| 29. Dezember 1664 | Erde    | 0,17                 |
| Mai 1666          | Jupiter | 3,0                  |

In Anbetracht der relativ unsicheren Bahnparameter sind alle angegebenen Kalenderdaten und Distanzen nur als ungefähre Werte zu betrachten. Die Bahn des Kometen kommt der Umlaufbahn des Jupiter bis auf etwa 20 Mio. km (0,13 AE) nahe, der enge Vorbeigang am Jupiter erfolgte in der Nähe des absteigenden Knotens der Kometenbahn. Die große Erdnähe von etwa 25,5 Mio. km (0,17 AE) war mit ein Grund für seine beobachtete Helligkeit.
Durch die Annäherungen an die großen Planeten, insbesondere den sehr nahen Vorbeigang am Jupiter im Oktober 1663, wurde die Bahnexzentrizität des Kometen um etwa 0,004 erhöht. Aufgrund der unsicheren Ausgangsdaten kann aber keine Aussage darüber getroffen werden, auf welcher Bahnform er sich jetzt bewegt, und ob und gegebenenfalls wann der Komet in das innere Sonnensystem zurückkehren könnte.

## Rezeption in der Literatur
Der englische Dichter John Milton bezog sich 1667 in seinem Paradise Lost, Book II wahrscheinlich auf diesen Kometen:
… and like a Comet burn’, 

That fires the length of Ophiuchus huge 

In th’ Arctick Sky, and from his horrid hair 

Shakes Pestilence and Warr.